# 英俄條約

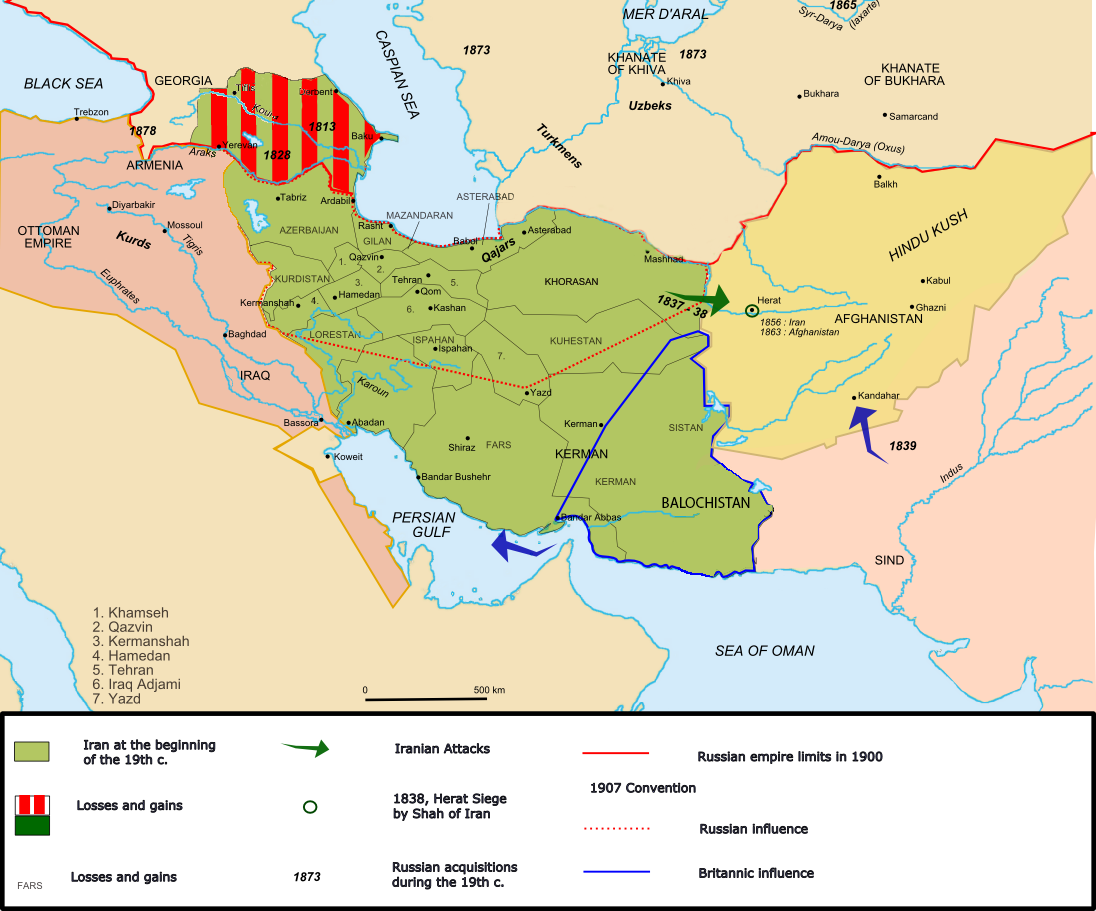
《英俄协约》划分的伊朗势力范围

《英俄条约》，又称《英俄协约》，是由大英帝国与俄罗斯帝国在1907年8月31日在圣彼得堡签订的条约。是英国和俄国在中亚大博弈的一部分。它界定两国在波斯、阿富汗与清朝治下西藏地区的势力范围。俄国得到波斯北部，而英国则获得东南部近波斯湾的俾路支斯坦地区，中间地带英俄共同势力范围。条约之目的主要是防止德意志帝國擴張至该地。但此条约并不被伊朗、阿富汗、中国所接受。
英俄协约关于西藏部分规定，保持西藏领土完整，英俄双方都不能吞并西藏。中国是西藏的宗主国，任何涉及西藏拉萨政府的事务，双方都必须通过中国政府来解决。
英俄协约加上英法協約（挚诚协定）与法俄同盟，在1907年组成英国、法国与俄国的三国协约。三国协约与三国同盟彼此對立，互相敌对，是第一次世界大战爆发的近因之一。